# Bola de Ouro
A Bola de Ouro (magyarul Aranylabda) egy labdarúgó díj, melyet a brazil Placar magazin szavazás alapján ítél oda a brazil bajnokság legjobb játékosának. A díjnak olyan szerepe van a dél-amerikai országrészen, mint Európában az Aranylabdának, habár az európait bármely nemzet megkaphatja, ezt kizárólagosan dél-amerikai játékosnak ítélik oda. 
Szintén a Brazil Bajnokságban kaphatja meg egy játékos a Bola de Prata (magyarul: Ezüstlabda) díjat, melyet a torna második legjobb játékosának adnak oda.

## Győztesek
- 2013 :  Éverton Ribeiro (Cruzeiro)
- 2012 :  Ronaldinho (Atlético Mineiro)
- 2011 :  Neymar (Santos)
- 2010 :  Darío Conca (Fluminense)
- 2009 :  Adriano (Flamengo)
- 2008 :  Rogério Ceni (São Paulo)
- 2007 :  Thiago Neves (Fluminense)
- 2006 :  Lucas (Grêmio)
- 2005 :  Carlos Tévez  (Corinthians)
- 2004 :  Robinho (Santos)
- 2003 :  Alex (Cruzeiro)
- 2002 :  Kaká (São Paulo)
- 2001 :  Alex Mineiro (Atlético Paranaense)
- 2000 :  Romário (Vasco da Gama)
- 1999 :  Marcelinho (Corinthians)
- 1998 :  Edilson (Corinthians)
- 1997 :  Edmundo (Vasco da Gama)
- 1996 :  Djalminha (Palmeiras)
- 1995 :  Giovanni (Santos)
- 1994 :  Amoroso (Guarani)
- 1993 :  César Sampaio (Palmeiras)
- 1992 :  Júnior (Flamengo)
- 1991 :  Mauro Silva (Bragantino)
- 1990 :  César Sampaio (Santos)
- 1989 :  Ricardo Rocha (São Paulo)
- 1988 :  Taffarel (Internacional)
- 1987 :  Renato Gaúcho (Flamengo)
- 1986 :  Careca (São Paulo)
- 1985 :  Marinho (Bangu)
- 1984 :  Roberto Costa (Vasco da Gama)
- 1983 :  Roberto Costa (Atlético Paranaense)
- 1982 :  Zico (Flamengo)
- 1981 :  Paulo Isidoro (Grêmio)
- 1980 :  Cerezo (Atlético Mineiro)
- 1979 :  Falcão (Internacional)
- 1978 :  Falcão (Internacional)
- 1977 :  Cerezo (Atlético Mineiro)
- 1976 :  Elías Figueroa (Internacional)
- 1975 :  Waldir Peres (São Paulo)
- 1974 :  Zico (Flamengo)
- 1973 :  Agustín Cejas (Santos)
- 1973 :  Atílio Ancheta (Grêmio)
- 1971 :  Dirceu Lopes (Cruzeiro)

1970-ben és 1972-ben nem osztották ki a díjat, de kihirdették, ki a legjobb játékos  :
- 1972:  Elías Figueroa (Internacional)
- 1970:  Francisco Reyes (Flamengo)